# Frunzăriță galbenă
Frunzărița galbenă (Hippolais icterina), numită și frunzăriță gălbuie, frunzăriță comună, este o pasăre mică migratoare din familia acrocefalide (Acrocephalidae), care cuibărește în Europa Centrală și de Nord, România, Republica Moldova, Ucraina, nordul Balcanilor, Turcia și partea  de vest a Rusiei. Migrează pe distanțe lungi, iernând în sudul Africii. Cuibărește în păduri, inclusiv în pădurile de stejar sau mixte cu subarboret, pâlcuri de mesteacăn sau pin, mărăcinișuri, sau în parcurile din localități, grădini, livezi. Preferă vecinătatea apelor din pădurile din câmpie și din văile râurilor. În România și Republica Moldova este răspândită mai ales la câmpie, în grădini și păduri cu frunze căzătoare, care au subarboret bogat, dar și în păduri mixte, manifestând o preferință pentru vecinătatea apelor. Populația din România este estimată la 15.000-30.000 de perechi cuibăritoare, iar cea din Republica Moldova 1.200-1.800 de perechi cuibăritoare. Frunzărița galbenă este o specie migratoare, oaspete de vară, ce sosește în România și Republica Moldova târziu la sfârșitul lunii aprilie, primele zile ale lunii mai, iar toamna pleacă foarte devreme spre sud la sfârșitul lunii august, prima decadă a lunii septembrie. Duce o viață ascunsă la nivelul coroanei, fiind greu observabilă, este mai ușor de recunoscut după glasul plăcut cu care imită tot felul de cântece de păsări. Cântă sus în coroana arborilor, în timpul zilei. Este o pasăre de talie mică, are o lungime de 12,5–14 cm și o greutate de 11–16 g. Longevitatea maximă în libertate este de 10 ani și 8 luni. Are ciocul lat la bază, capul relativ mare, aripile lungi, iar coada scurtă, retezată drept. Are obiceiul de a-și zbârli penele de pe creștet. Penajul este viu colorat: partea inferioară galbenă ca lămâia, spatele cenușiu-verzui, sprânceană alb-gălbuie, picioarele cenușiu-albăstrui. Primăvara pe aripa strânsă are o oglindă alară de culoare deschisă. Când cântă își ridică ciocul vertical, arătându-și astfel gâtlejul gălbui. Cele două sexe au colorit asemănător. Este o specie solitară, monogamă, perechile rămânând împreună toată viața. Sunt păsări teritoriale în perioada de cuibărire. Cuibul în formă de ceașcă și-l instalează la bifurcația unor ramuri, într-un copac sau arbust, la o înălțime de 1-4 m de sol, fiind foarte bine ascuns în vegetație. Este construit din diferite crenguțe, fire moi și uscate de graminee, fibre de scoarță, frunze uscate legate între ele cu pânză de păianjen și puf vegetal, iar partea interioară este căptușită cu bucățele fine de iarbă, păr de animale, rădăcinuțe și alte resturi vegetale fine. Ponta este depusă de la începutul lunii mai și conține 4-6 ouă roz-violacee, stropite cu puncte și pete întunecate.  Clocitul este asigurat de ambele sexe, însă pe ouă stă mai mult femela, incubația durând 12-14 zile. Părinții hrănesc puii la cuib timp de 13-14 zile, după care aceștia devin zburători și părăsesc cuibul. Timp de zece zile ei continuă să fie hrăniți încă de părinți. O pereche depune o pontă pe an, însă când cuibul este distrus depun a doua pontă. Hrana constă din insecte adulte, dar și omizi, diverse larve, afide, melci, păianjeni etc. Toamna consumă și unele fructe ca cireșele, bobițele de soc și alte fructe moi (cătină sau coacăze). Culege hrana atât de pe frunze, cât și din zbor.